# Campeonato Sudamericano de Clubes Campeones 1958
El Campeonato Sudamericano de Clubes Campeones 1958 fue la tercera edición de lo que era el torneo más importante de clubes de baloncesto en Sudamérica.
Fue realizado en las ciudad de Quito.
El título de esta edición fue ganado por el Defensor Sporting (Uruguay).

## Equipos participantes
| País             | Equipo                               |
| ---------------- | ------------------------------------ |
| Argentina 1 cupo | San Lorenzo de Almagro               |
| Brasil 1 cupo    | Río Grande                           |
| Chile 1 cupo     | Selección Nacional de Chile          |
| Colombia 1 cupo  | Valle del Cauca                      |
| Ecuador 2 cupos  | Liga Deportiva Universitaria Oriente |
| Paraguay 1 cupo  | Olimpia                              |
| Uruguay 1 cupo   | Defensor Sporting                    |